# Ernie Eves
Honorable Ernest Lawrence "Ernie" Eves (17 de junio de 1946) fue un político ontariense. Él es el primer ucraniano-canadiense en convertirse en el 23° Primer ministro de Ontario, del 15 de abril de 2002 a 23 de octubre de 2003.
- Datos: Q599306
- Multimedia: Ernie Eves / Q599306